# (500410) 2012 TD112
(500410) 2012 TD112 es un asteroide perteneciente al cinturón de asteroides, descubierto el 17 de octubre de 2007 por el equipo del Mount Lemmon Survey desde el Observatorio del Monte Lemmon, Arizona, Estados Unidos.

## Designación y nombre
Designado provisionalmente como 2012 TD112.

## Características orbitales
2012 TD112 está situado a una distancia media del Sol de 3,053 ua, pudiendo alejarse hasta 3,372 ua y acercarse hasta 2,734 ua. Su excentricidad es 0,104 y la inclinación orbital 8,841 grados. Emplea 1949,02 días en completar una órbita alrededor del Sol.

## Características físicas
La magnitud absoluta de 2012 TD112 es 17.